# Calibraciones
«Calibraciones» es una canción de la banda de synth pop chilena Aparato Raro y la pista que abre su disco debut Aparato Raro (1985). Es uno de los sencillos más populares del grupo.

## Canción
La canción es un fiel reflejo de la situación político-social del Chile de los años 1980. Pronto se convirtió en uno de los himnos más emblemáticos de una juventud no particularmente militante que se manifestaba en contra de la dictadura de Pinochet en una sociedad chilena dividida de manera simplista en «marxistas» y «fascistas»; una generación que había dejado atrás el idealismo de los años sesenta y principios de los setenta, y que debía enfrentarse a la amenaza constante de una posible Tercera Guerra Mundial entre los países de los bloques liderados por los Estados Unidos y la Unión Soviética.

## Censura
Por sugerencia de Max Quiroz (ejecutivo de EMI Odeon) o, según el vocalista Igor Rodríguez, de Carlos Fonseca (productor del sello Fusión y mánager de Los Prisioneros), la banda debió alterar algunas líneas consideradas «peligrosas» por la censura pinochetista para conseguir que el sencillo fuera publicado en las radios:
| Pareado original | Pareado censurado |  |
| --- | --- |  |
| ¿Sientes de pronto que no hay nada en qué creer y te cansaste de gritar «¡y va a caer!»? ¡Se acabó el tiempo del paraíso soñado! No hay más que ver a esos locos uniformados. ¡Si eres marxista irás derecho al infierno! ¡Si eres fascista eres peor que un cerdo! | ¿Sientes de pronto que no hay nada en qué creer y te cansaste de gritar y nunca ver? ¡Se acabó el tiempo del paraíso soñado! No hay más que ver a esos locos almidonados. ¡Si eres sofista irás derecho al infierno! ¡Si eres ciclista eres peor que un cerdo! |  |

«¡Y va a caer, y va a caer!» era la proclama que más se repetía en las protestas y manifestaciones populares contra la dictadura en los ochenta. Más tarde, durante las masivas celebraciones por el triunfo del «no» en el plebiscito de 1988, el retorno de la democracia en 1990, el arresto de Pinochet en Londres en 1998 y la muerte del dictador en 2006, el cántico se modificó a «¡Y ya cayó!»
En algunos cancioneros que incluyen la letra censurada, «sofista» aparece erróneamente transcrito como «surfista».
El término «ciclista» en la versión censurada hace referencia a la hoy desaparecida revista cultural La Bicicleta, una suerte de símbolo del Canto Nuevo (movimiento musical folclórico heredero de la Nueva Canción Chilena) que en ese entonces rivalizaba con el llamado «Nuevo Pop Chileno» (Los Prisioneros, Aparato Raro, Emociones Clandestinas, Upa!, Electrodomésticos, etc.). 
Cuando en 2006 el disco Aparato Raro fue reeditado en formato CD, se incluyó como bonus track la versión sin censura de «Calibraciones».
En sus actuaciones en vivo, la banda siempre ha interpretado la canción con su letra original.

## Versiones
- Sinergia incluyó en su EP Canciones de cuando éramos colegiales (2005) un cover de «Calibraciones», que combina estrofas de las dos versiones de la canción. Este fue, junto con «Síndrome Camboya» (cover de Los Peores de Chile), uno de los dos sencillos extraídos del álbum. Aunque no obtuvo el éxito de «Síndrome Camboya», «Calibraciones» formó parte del repertorio de la banda durante su presentación en el Festival de Viña del Mar 2008.

- Datos: Q21001836